# Clarence W. Avery
Clarence Willard Avery (15 febbraio 1882 – 13 maggio 1949) è stato un dirigente d'azienda statunitense.
È stato considerato la forza trainante della catena di montaggio mobile della Ford Motor Company ed è stato presidente e presidente del fornitore di carrozzerie Murray Corporation of America.

## Primi anni
Clarence Avery nacque a Dansville, nel Michigan, nel 1882. Dopo aver conseguito il diploma di scuola superiore, continuò la sua istruzione al Ferris Institute (oggi Ferris State University) e poi all'Università del Michigan, completando un corso biennale di formazione manuale (il precursore dell'odierna istruzione professionale). Insegnò per un anno in una scuola rurale e poi, nel 1902, divenne responsabile della formazione manuale nelle scuole pubbliche di Battle Creek.
A Battle Creek, Avery sposò Lura Warner. La coppia ebbe due figlie, Eloise e Anabel. L'anno successivo, Avery accettò l'incarico di preside della Michigan Manual Training School di Ishpeming, nel Michigan. Trascorse tre anni a Ishpeming, poi, nel 1907, si trasferì a Detroit per diventare direttore della formazione manuale alla Detroit University School.

## Azienda automobilistica Ford
A Detroit, uno degli allievi di Avery era un adolescente, Edsel Ford; il giovane Ford fu colpito dall'ingegno meccanico di Avery. Nel 1912, Avery accennò casualmente a Edsel il suo desiderio di entrare nel settore automobilistico. Edsel presentò Avery a suo padre, Henry Ford. L'anziano Ford assunse immediatamente Avery come assistente di Charles E. Sorensen nello stabilimento di Highland Park. Sorenson sottopose Avery a un lungo corso di formazione di otto mesi, durante il quale lavorò in ogni fase della produzione dello stabilimento, imparando il sistema.
Grazie a questa esperienza, il primo grande progetto di Avery fu la creazione di una catena di montaggio mobile nello stabilimento. Al progetto della catena di montaggio lavorarono, oltre ad Avery e Sorenson, anche diversi uomini di punta della Ford, tra cui C. Harold Wills, Peter E. Martin e Charles Ebender. Anche se il merito della catena di montaggio mobile non può essere attribuito a un solo individuo, coloro che vi parteciparono riconobbero in Avery la guida del progetto, che divenne l'esperto di Ford nello studio del tempo. Alla fine del 1913, il progetto aveva ridotto il tempo di assemblaggio di un Modello T da 12,5 ore/uomo a 2,7 ore/uomo. I miglioramenti successivi ridussero il tempo a solo 1,5 ore/uomo.
Avery si fece presto una reputazione di risolutore di problemi e fu infine promosso ingegnere capo dello sviluppo della Ford. Continuò a lavorare alla catena di montaggio della Ford, progettando le operazioni per i sottogruppi che portavano all'assemblaggio finale. Nel 1918, Ford assegnò ad Avery il compito di aumentare la trasparenza dei vetri delle automobili. Avery sperimentò una procedura innovativa che consisteva nel versare il vetro fuso su un tavolo mobile e, nel 1921, Ford mise a punto un sistema. Nel 1920, Avery fu messo a capo delle attività di Ford nel settore del ferro e del legname nel Michigan settentrionale.
Nel 1922, Ford acquistò la Lincoln e Avery lavorò a stretto contatto con Edsel Ford per la progettazione e la produzione della Lincoln. Questa collaborazione continuò fino al 1927. Nel 1927, molte operazioni furono trasferite allo stabilimento di Rouge. L'alta dirigenza Ford, guidata da Sorensen, non era ricettiva nei confronti di Avery, che decise di lasciare la Ford.

## Corporazione Murray
Nel gennaio 1927, la Murray Auto Body, in difficoltà finanziarie, fu riorganizzata nella Murray Corporation of America. Anticipando un contratto potenzialmente importante da parte di Ford, allora in fase di ristrutturazione per il Modello A, il presidente di Murray William R. Wilson reclutò Avery come ingegnere capo. Avvertendo l'opportunità, Avery si unisce a Murray. Nel giro di un anno, Avery divenne presidente dell'azienda e presidente del consiglio di amministrazione.
Avery guidò Murray per il resto della sua vita. L'azienda fornì a Ford carrozzerie quasi personalizzate per il Modello A e carrozzerie personalizzate per le auto Lincoln. Inoltre, Murray costruì carrozzerie per altri produttori come Chrysler, Hupmobile, Reo, Dodge, Peerless, Packard, Hudson ed Essex. L'azienda ha avuto difficoltà durante la Grande Depressione, perdendo denaro nel 1931-1934. Tuttavia, Ford, nell'intento di mantenere a galla uno dei suoi principali fornitori, aiutò l'azienda con contratti più importanti e permise a Murray di utilizzare alcuni stampi di proprietà Ford. Di conseguenza, Murray registrò un profitto nel 1935 e rimase in attività per tutta la durata della Depressione.
All'inizio della Seconda Guerra Mondiale, la Murray Corporation of America era ben posizionata per soddisfare i contratti militari e Avery guidò l'azienda nella produzione di ali per aerei e altri componenti. La forza lavoro dell'azienda salì a oltre 13.000 dipendenti e Murray produsse parti per i bombardieri B-17 e B-29, il bombardiere leggero A-20 e il caccia/bombardiere P-47. Verso la fine della guerra, Avery iniziò a sollecitare Ford e Kaiser-Frazer per sviluppare le attività di Murray nel dopoguerra.
Nel 1944, l'Università del Michigan conferì ad Avery una laurea honoris causa in ingegneria. Nel 1948, Avery rinunciò alla carica di presidente di Murray, ma continuò a esserne il presidente.